# 李璵 (景泰進士)
李璵（1423年—？），字廷瑞，河南開封府祥符縣人，民籍，明朝政治人物。進士出身。

## 生平
景泰元年（1450年）庚午科河南鄉試第二十二名。景泰五年（1454年）甲戌科會試第二百四十一名，殿試登進士第三甲第一百二十九名。授户部广西司主事，榷济宁州舟课，擢四川司员外郎、浙江司郎中，因坠马傷足，出为长芦盐运使。致仕归。

## 家族
曾祖父李肅恭，曾任元樞密都事。祖父李釗。父亲李用文（李節），永樂甲午舉人，曾任州判官。娶王氏，封宜人。